# Bibio wulpi
Bibio wulpi är en tvåvingeart som beskrevs av Hardy 1953. Bibio wulpi ingår i släktet Bibio och familjen hårmyggor. Inga underarter finns listade i Catalogue of Life.